# Borrowed tune
Borrowed tune is een nummer van Neil Young. Het is afkomstig van zijn album Tonight's the night.
Borrowed tune is een bewerking van Lady Jane van The Rolling Stones. Hoewel zij niet in de “credits” vermeld worden, worden de Stones in de tekst genoemd ("I’m singing this borrowed tune I took from the Rolling Stones"). Young zit hier achter de piano en mondharmonica te spelen in een bui waarin hij aan alles twijfelt. Het lied zou geschreven zijn in de dagen nadat Danny Whitten zich door een overdosis van het leven had beroofd. Young was te dronken om zelf iets te verzinnen ("Too wasted to write my own"), hij vond zich schuldig aan Whittens daad.  
De titel kwam nog terug in twee albums niet van Neil Young, maar van artiesten die muziek van Young hadden opgenomen. Borrowed tunes: A tribute to Neil Young verscheen in 1994 met Marc Jordans uitvoering van het lied en Borrowed tunes II: A tribute to Neil Young in 2007 van 54-40. Lovebugs bracht het verder nog uit op hun album In every waking moment in 2006.